# Vlajko Senić
Vlajko Senić  (en serbe cyrillique : Влајко Сенић ; né le 8 février 1973 à Belgrade) est un homme politique serbe. Membre du parti G17 Plus, il a été secrétaire aux finances et à l'économie du Gouvernement de la Serbie et député à l'Assemblée nationale de la république de Serbie.

## Parcours
Vlajko Senić est né le 8 février 1973 à Belgrade. Il suit les cours de la faculté d'économie de l'université de Belgrade, dans le département des affaires économiques et du commerce extérieur.
À partir de 1991, il devient membre du Mouvement serbe du renouveau (SPO), que Vuk Drašković a fondé en 1990 ; il en devient  le porte-parole puis le vice-président et, en même temps, préside le comité du parti dans la ville de Belgrade ; entre 2004 et 2007, il est secrétaire d'État au commerce, au tourisme et aux services.
En 2007, il quitte le SPO pour devenir membre du parti G17 Plus.
Aux élections législatives anticipées du 11 mai 2008, Vlajko Senić figure sur la liste de la coalition Pour une Serbie européenne, soutenue par le président Boris Tadić, qui obtient 38,40 % des suffrages et envoie 102 représentants à l'Assemblée nationale ; il est élu député et devient vice-président du groupe parlementaire du G17+ qui, en 2011, prend le nom de Régions unies de Serbie et compte 24 membres, tous rattachés, sauf un, au G17+.
Aux élections législatives du 6 mai 2012, il participe à la coalition Régions unies de Serbie, emmenée par son parti ; la liste obtient 6,99 % des suffrages et 21 députés mais Senić n'est pas reconduit dans son mandat parlementaire.

## Vie privée
Vlajko Senić a eu un fils de son premier mariage avec la journaliste Sofija Kažić et un deuxième de son second mariage avec Jovana Tavčar.